# ドロテア・ズザンナ・フォン・デア・プファルツ
ドロテア・ズザンナ・フォン・デア・プファルツ（ドイツ語：Dorothea Susanna von der Pfalz, 1544年11月15日 - 1592年4月8日）は、ザクセン＝ヴァイマル公ヨハン・ヴィルヘルムの妃。

## 生涯
ドロテア・ズザンナは、プファルツ選帝侯フリードリヒ3世と、ブランデンブルク＝クルムバッハ辺境伯カジミールの娘マリーの間の娘である。
1560年6月15日にハイデルベルクにおいてザクセン＝ヴァイマル公ヨハン・ヴィルヘルムと結婚し、結婚後、夫妻は主にヴァイマルに住んだ。夫の死後、ザクセン選帝侯アウグストが子供たちの後見をつとめたが、この方針はドロテア・ズザンナからの政治的・宗教的影響から子供たちを引き離すことを意味した。ドロテア・ズザンナはヴァイマルの外に新たな居城を与えられ、新城と呼ばれるようになった。ヴァイマールの赤城は、1574年から1576年にかけて建設され、その完成後はドロテア・ズザンナが居を構えた。ルネサンス時代の門にはドロテア・ズザンナと夫ヨハン・ヴィルヘルムの紋章が飾られている。
1581年、ドロテア・ズザンナは兄ルートヴィヒ6世とヨハン・カジミールに、長男フリードリヒ・ヴィルヘルムとヴュルテンベルク公女との結婚について長男の後見人であるドレスデンのザクセン選帝侯アウグストを説得するよう手紙を書いた。
ドロテア・ズザンナは1592年に死去し、ヴァイマルの聖ペーター・ウント・パウル教会に埋葬された。ドロテア・ズザンナのモットーは「わたしは救い主が生きておられることを知っています」であった。

## 子女
- フリードリヒ・ヴィルヘルム1世（1562年 - 1602年） - ザクセン＝ヴァイマル公（1573年 - 1602年）
- ジビュレ・マリー（1563年 - 1569年）
- 男子（死産、1564年）
- ヨハン（en, 1570年 - 1605年） - ザクセン＝ヴァイマル公（1602年 - 1605年）
- マリー（1571年 - 1610年）